# Бзово (Великопольське воєводство)
Бзово (пол. Bzowo) — село в Польщі, у гміні Любаш Чарнковсько-Тшцянецького повіту Великопольського воєводства.
У 1975-1998 роках село належало до Пільського воєводства.